# Elizabeth Taylor
Elizabeth Rosemond Taylor DBE (Londres, 27 de fevereiro de 1932 — Los Angeles, 23 de março de 2011) foi uma atriz anglo-americana. Começou sua carreira como atriz infantil no início dos anos 1940, tornando-se uma das estrelas mais populares do cinema clássico de Hollywood nas décadas de 1950 e 1960. Elizabeth Taylor foi a primeira atriz a assinar um contrato milionário com uma produtora, para estrelar o filme "Cleópatra", em 1963.
Vencedora de dois Oscares de Melhor Atriz, um BAFTA e um Globo de Ouro, ela continuou sua carreira com sucesso nas décadas seguintes e permaneceu uma figura pública muito popular pelo resto de sua vida. Taylor também foi uma das primeiras celebridades a participar do ativismo da AIDS, liderando campanhas de prevenção e foi co-fundadora da Fundação Americana para a Pesquisa da AIDS, em 1985, e da Fundação AIDS Elizabeth Taylor, em 1991. Desde o início da década de 1990 até sua morte, ela dedicou seu tempo à filantropia. Em 1999, foi nomeada pelo Instituto Americano de Cinema a sétima maior lenda feminina do cinema.

## Biografia

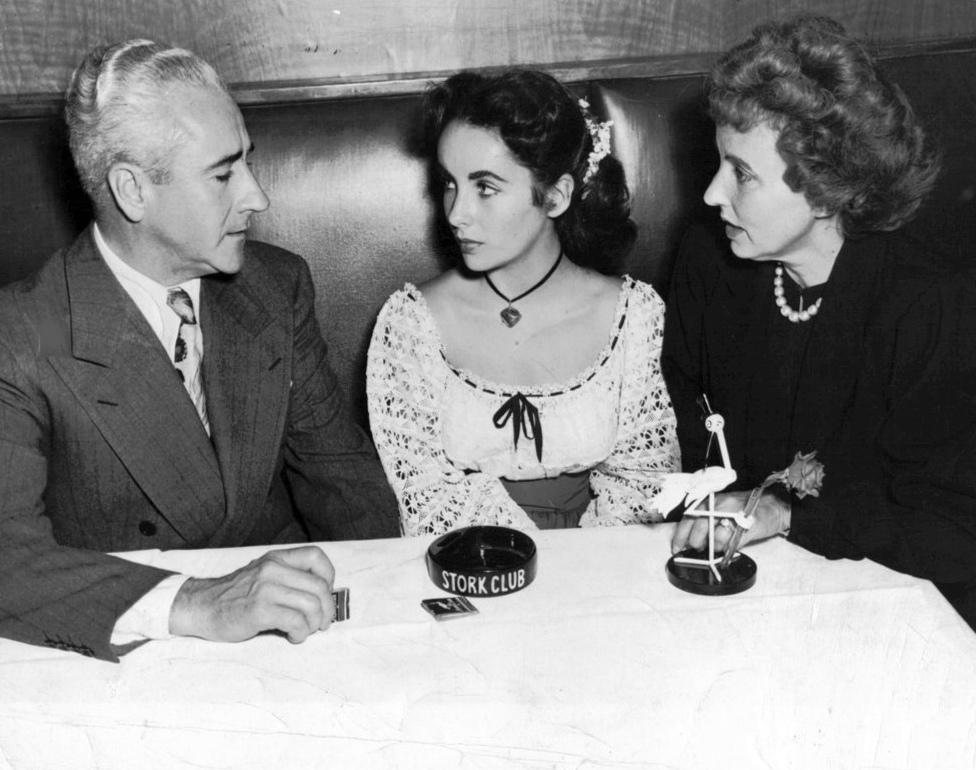
Taylor, aos 15 anos, com seus pais no Stork Club, em Manhattan (1947).

Elizabeth Rosemond Taylor nasceu em 27 de fevereiro de 1932, em Heathwood, na casa de sua família em 8 Wildwood Road, Hampstead Garden Suburb, Londres.:3–10 Seus pais, Francis Lenn Taylor (1897–1968) e a atriz aposentada Sara Sothern (nascida Sara Viola Warmbrodt, 1895–1994), eram estadunidenses, ambos originários de Arkansas City, Kansas. Mudaram-se para Londres em 1929 e abriram uma galeria de arte na Bond Street; seu primeiro filho, chamado Howard, nasceu no mesmo ano.:61:3–11
A família viveu em Londres durante a infância de Elizabeth.:11–19 Seu círculo social incluía artistas como Augustus John e Laura Knight, e políticos como o coronel Victor Cazalet.:11–19 Cazalet foi o padrinho não-oficial de Taylor e uma influência importante em sua vida precoce.:11–19 Ela foi matriculada na Byron House, uma escola em Highgate, e foi criada de acordo com os ensinamentos da ciência cristã, a religião de sua mãe e Cazalet.
No início de 1939, os Taylors decidiram retornar aos Estados Unidos devido ao medo da guerra iminente na Europa.:22–26 O embaixador dos Estados Unidos Joseph P. Kennedy entrou em contato com seu pai, instando-o a retornar aos EUA com sua família. Sara e as crianças partiram primeiro, em abril de 1939, a bordo do transatlântico SS Manhattan e foram morar com o avô materno de Elizabeth em Pasadena, Califórnia.:22–28 Francis ficou para trás para fechar a galeria de Londres e se juntou a eles em  dezembro.:22–28 No início de 1940, ele abriu uma nova galeria em Los Angeles. Depois de viver por pouco tempo em Pacific Palisades com os Chapman, a família Taylor se estabeleceu em Beverly Hills, onde as duas crianças foram matriculadas na Hawthorne School.:27–34

## Carreira

### Estrelato na adolescência (1941–49)
Na Califórnia, a mãe de Elizabeth era frequentemente orientada para que levasse a filha para fazer testes em produtoras de filmes.:27–30 Os olhos de Taylor, em particular, chamavam a atenção; eles eram violetas, e eram contornados por cílios duplos escuros causados por uma distiquíase, doença hereditária que, no caso de Elizabeth, era favorável esteticamente.:9 Sara se opôs inicialmente à ideia, mas depois que a eclosão da guerra na Europa tornou o retorno improvável, ela começou a ver a indústria cinematográfica como uma forma de assimilar-se com a sociedade americana.:27–30 A galeria de Francis Taylor em Beverly Hills ganhou clientes da indústria cinematográfica logo após a abertura, ajudada pelo endosso da colunista de fofocas Hedda Hopper, amiga dos Cazalets.:27–31 Através de um cliente e pai de um amigo de escola, Elizabeth fez o teste para a Universal Pictures e Metro-Goldwyn-Mayer no início de 1941.:27–37 Ambos os estúdios ofereceram contratos a ela, e sua mãe optou por aceitar a oferta da Universal.:27–37
Elizabeth começou seu contrato em abril de 1941, sendo escalada para um pequeno papel em "There's One Born Every Minute" (1942).:27–37 Ela não recebeu outros papéis, e seu contrato foi rescindido após um ano.:27–37 O diretor de elenco da Universal justificou sua antipatia pela jovem atriz, afirmando que "a criança não tem nada ... os olhos dela são muito velhos, ela não tem cara de criança".:27–37 O biógrafo Alexander Walker concordou que Taylor parecia diferente das estrelas infantis da época, como Shirley Temple e Judy Garland.:32 Taylor disse mais tarde que, aparentemente assustava os adultos, por seu comportamento direto.
Elizabeth recebeu outra oportunidade no final de 1942, quando um conhecido de seu pai, o produtor da MGM Samuel Marx, arranjou um teste para um papel menor em "Lassie e a Força do Coração" (1943), que exigia uma atriz mirim com sotaque inglês.:22–23,27–37 Depois de um contrato experimental de três meses, ela recebeu um contrato padrão de sete anos em janeiro de 1943. A partir de então, apaixonou-se pela profissão e permaneceu nos estúdios. Foi a realização de um dos seus maiores sonhos.:38–41 Após "Lassie", apareceu em pequenos papéis não creditados em dois outros filmes ambientados na Inglaterra – "Jane Eyre" (1943) e "Evocação" (1944).:38–41

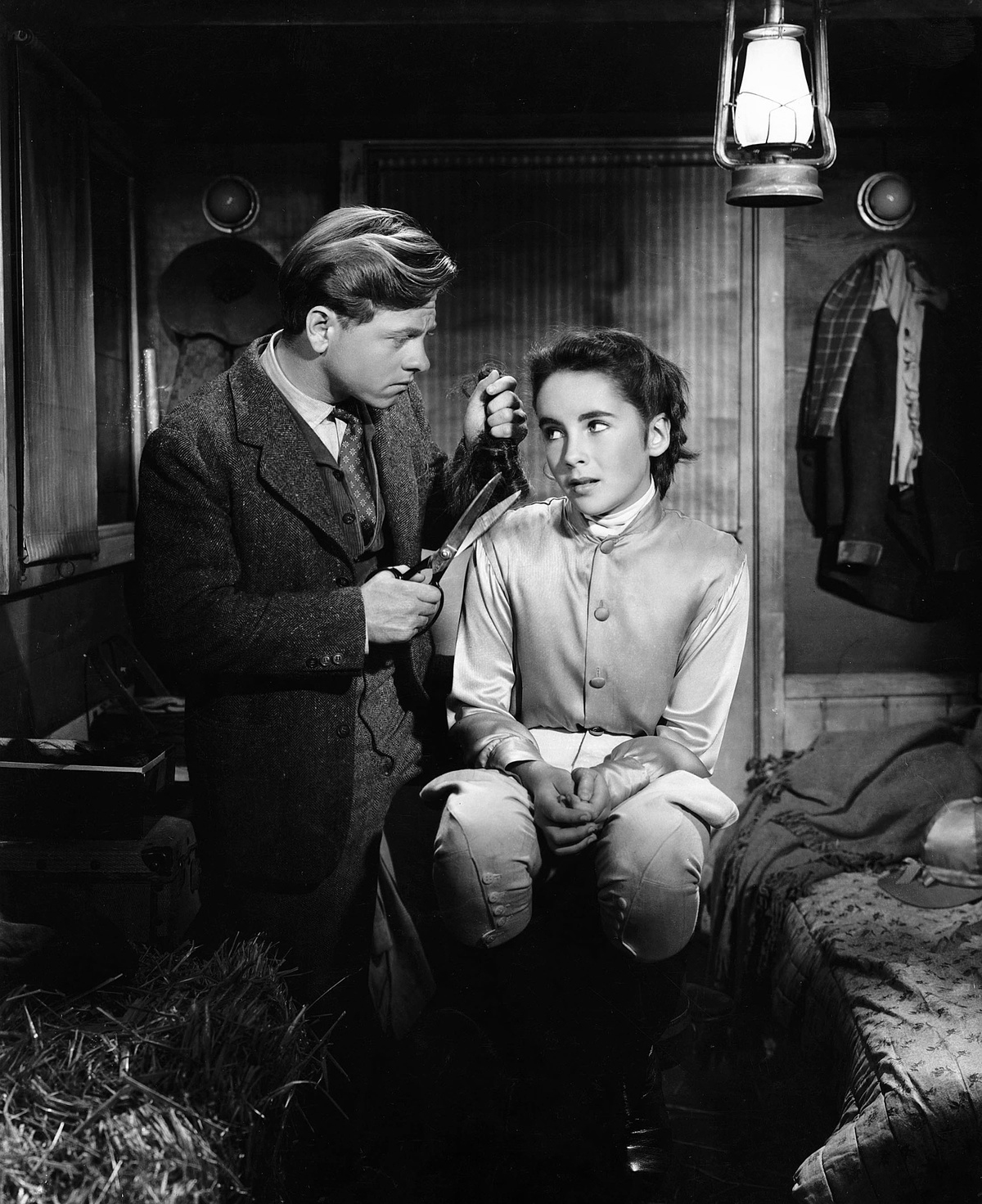
Taylor e Mickey Rooney em "A Mocidade é Assim" (1944), seu primeiro grande papel no cinema.

A jovem atriz foi então escalada para seu primeiro papel como protagonista, aos doze anos, sendo escolhida para interpretar uma garota que quer competir como jóquei no Grand National exclusivamente masculino em "A Mocidade é Assim".:40–47 Mais tarde, ela o chamou de "o filme mais emocionante de sua carreira". A MGM procurava uma atriz adequada, com sotaque britânico e habilidade para montar cavalos desde 1937, e escolheu Elizabeth por recomendação do diretor Clarence Brown, que sabia que ela tinha as habilidades necessárias.:40–47
Como era considerada muito baixa, as filmagens foram adiadas vários meses, até que crescesse mais; ela passou esse tempo praticando equitação.:40–47 Ao transformá-la em uma nova estrela, a MGM exigiu que usasse aparelho para corrigir os dentes, e teve dois de seus dentes de leite extraídos.:40–47 O estúdio também queria pintar seu cabelo e mudar o formato de suas sobrancelhas, e propôs que ela usasse o pseudônimo "Virginia", mas a atriz e seu pais recusaram.
"A Mocidade é Assim" tornou-se um sucesso de bilheteria após seu lançamento, no Natal de 1944.:40–47 Bosley Crowther, do The New York Times, afirmou que "toda sua maneira neste filme é uma graça refrescante", enquanto James Agee, de The Nation, escreveu que ela "é arrebatadoramente linda ... eu mal sei ou me importo se ela pode atuar ou não".
Elizabeth afirmou mais tarde que sua infância terminou quando ela se tornou estrela, pois a MGM começou a controlar todos os aspectos de sua vida.:48–51 Ela descreveu o estúdio como uma "grande fábrica estendida", onde ela era obrigada a aderir a uma rigorosa programação diária: passava os dias frequentando a escola e filmando no estúdio, e de noite tinha aulas de dança e canto, ensaiando as cenas do dia seguinte.:48–51 Após o sucesso de "A Mocidade é Assim", a MGM deu a ela um novo contrato de sete anos com um salário semanal de US$ 750 e a colocou em um papel menor no terceiro filme da série Lassie, "A Coragem de Lassie" (1946).:51–58 O estúdio também publicou um livro dos escritos pela atriz sobre seu esquilo de estimação, "Nibbles and Me" (1946), e mandou fazer bonecas de papel e livros para colorir em sua homenagem.:51–58

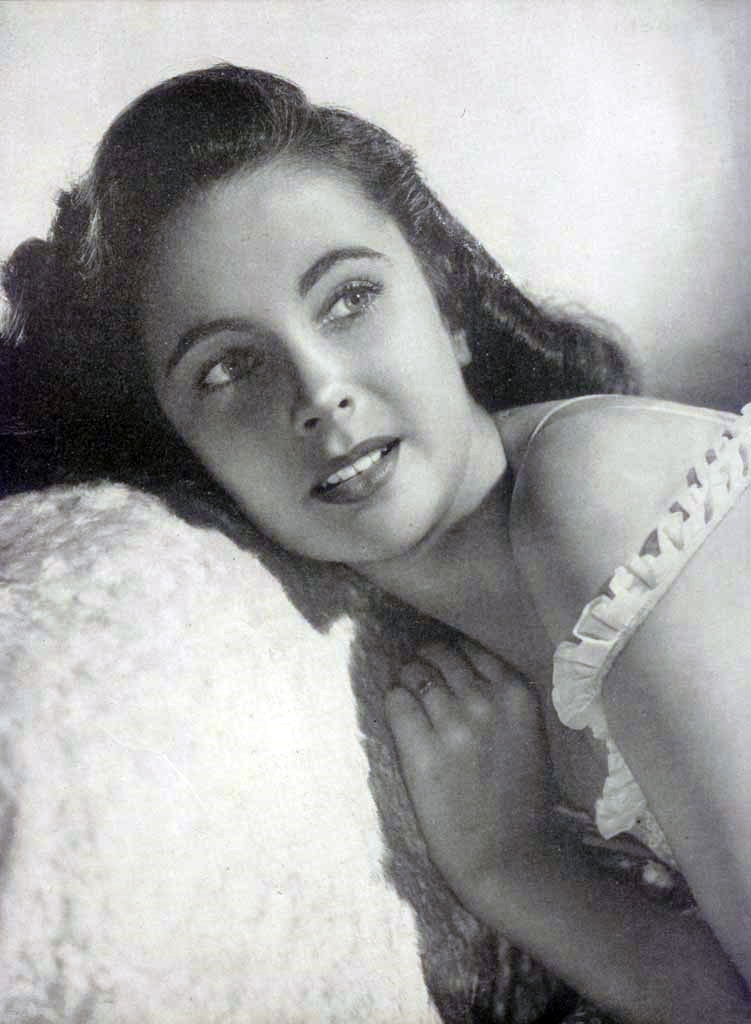
Fotografia publicitária, c. 1947.

Quando Elizabeth completou quinze anos em 1947, a MGM começou a cultivar uma imagem pública mais madura para ela, organizando sessões de fotos e entrevistas que a retratavam como uma adolescente "normal" indo a festas e encontros.:56–57;  65–74 Revistas de cinema e colunistas de fofocas também começaram a compará-la com atrizes mais velhas, como Ava Gardner e Lana Turner.:71 Life chamou-a de "a atriz júnior mais talentosa de Hollywood", por seus dois papéis no cinema naquele ano.:  69 No filme "Cynthia" (1947), ela interpretou uma garota frágil que desafia seus pais superprotetores para ir a um baile; no filme de época "Nossa Vida Com Papai" (1947), co-estrelado por William Powell e Irene Dunne, i
nterpretou a amante desejada pelo filho de um corretor.:58–70
Seguiu sua carreira com um papel coadjuvante, como uma "devoradora de homens" adolescente que seduz o namorado de sua colega durante um baile no colégio, no musical "O Príncipe Encantado" (1948), e como uma noiva na comédia romântica "Julia Misbehaves" ("Travessuras de Julia"), de 1948. Esses  tornaram-se sucessos comerciais, arrecadando mais de US$ 4 milhões.:82 Seu último papel como adolescente foi como Amy March em "Quatro Destinos" (1949), de Mervyn LeRoy. Embora esta versão não corresponda à popularidade de As Quatro Irmãs, adaptação cinematográfica de 1933, do livro "Mulherzinhas", de Louisa May Alcott, o filme foi um sucesso de bilheteria. No mesmo ano, a revista Time a apresentou em sua capa e a chamou de líder entre a próxima geração de estrelas de Hollywood, "uma jóia de grande preço, uma verdadeira safira".

### Transição para papéis adultos (1950–51)

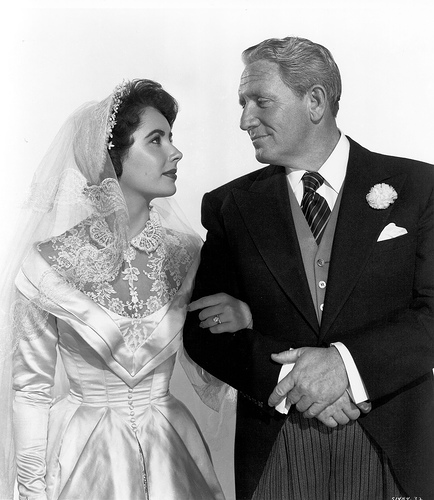
Taylor com Spencer Tracy em "O Pai da Noiva" (1950).

Elizabeth fez a transição para papéis adultos quando completou dezoito anos, em 1950. Em seu primeiro papel maduro, no thriller "Traidor" (1949), ela interpreta uma mulher que começa a suspeitar que seu marido é um espião soviético.:75–83 A atriz tinha apenas dezesseis anos na época das filmagens, mas seu lançamento foi adiado até março de 1950, pois a MGM não gostava e temia que a produção pudesse causar problemas diplomáticos.:75–83 Seu segundo papel maduro foi na comédia "The Big Hangover" ("A Verdade Não se Diz"), lançado em maio de 1950, coestrelado por Van Johnson. Nesse mesmo mês, ela se casou com Conrad Hilton Jr, herdeiro de uma rede hoteleira, em uma cerimônia muito divulgada.:99–105 O evento foi organizado pela MGM, e foi usado como parte da campanha publicitária para o próximo filme de Elizabeth, "O Pai da Noiva" (1950), no qual ela apareceu ao lado de Spencer Tracy e Joan Bennett como uma noiva se preparando para seu casamento.:99–105 O filme se tornou um sucesso de bilheteria após seu lançamento em junho, arrecadando US$ 6 milhões em todo o mundo, e foi seguido por uma sequência de sucesso, "Father's Little Dividend" ("O Netinho do Papai"), de 1951, dez meses depois.

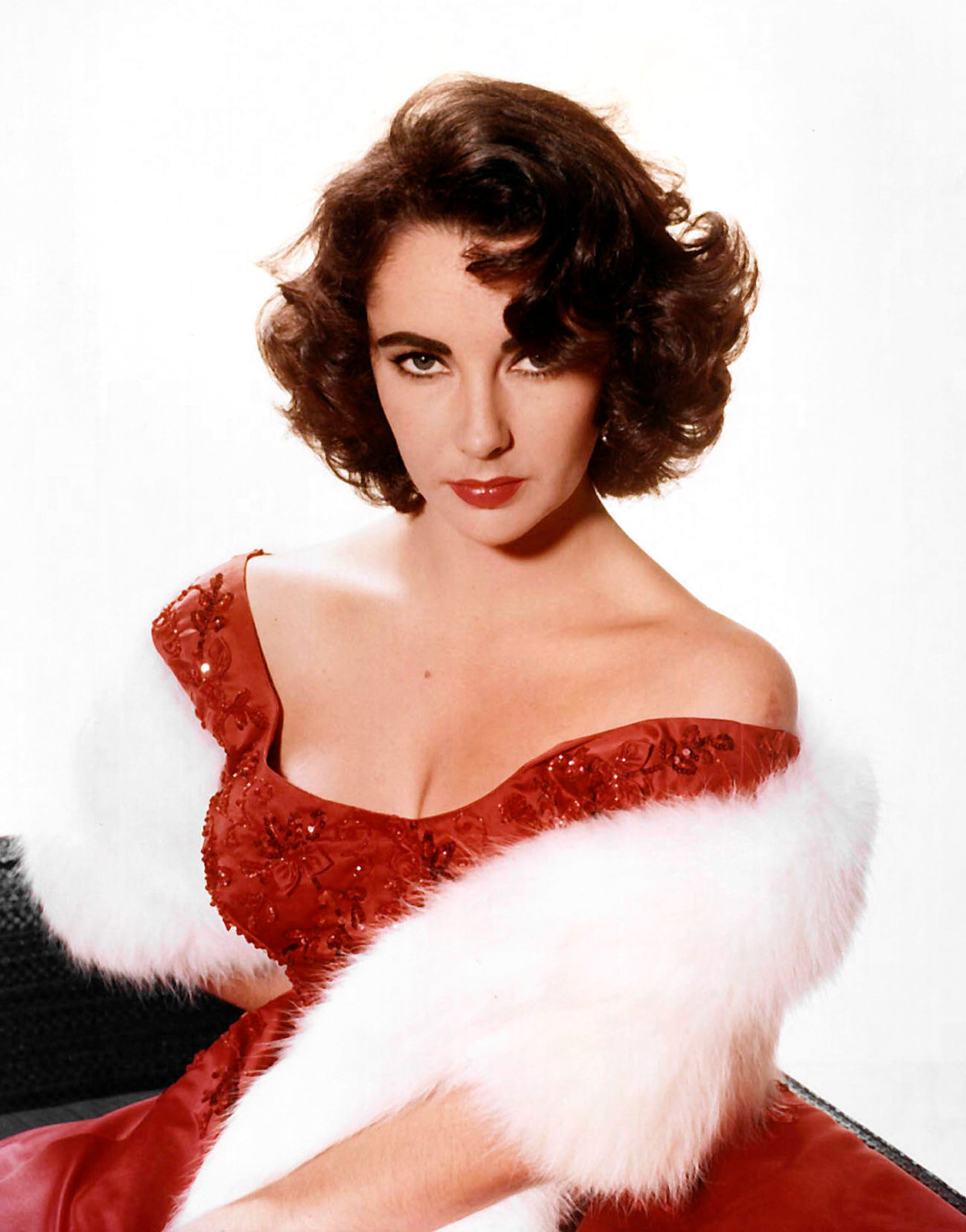
Taylor, c. 1955.

Seu próximo filme foi "Um Lugar ao Sol" (1951), de George Stevens, e marcou um afastamento de seus filmes anteriores. De acordo com a atriz, foi o primeiro filme em que ela foi convidada para atuar, em vez de simplesmente ser ela mesma, e trouxe aclamação da crítica pela primeira vez, desde "National Velvet".:96–97 Baseado no romance "An American Tragedy" (1925), de Theodore Dreiser, apresentava Elizabeth como uma socialite mimada que interfere no relacionamento de um operário pobre (Montgomery Clift) com sua namorada grávida (Shelley Winters).:91 Stevens escalou Elizabeth como ela era "a única ... que poderia criar essa ilusão" de ser "não tanto uma garota real quanto a garota na capa da caixa de doces, a linda garota no conversível Cadillac amarelo com a qual todo garoto americano pensa que pode se casar".:92
"A Place in the Sun" foi um sucesso comercial e de crítica, arrecadando US$ 3 milhões. Herb  Golden, da Variety disse que os "histriônicos" de Taylor "são de uma qualidade tão além de qualquer coisa que ela tenha feito anteriormente, que as mãos habilidosas de Stevens nas rédeas devem ser creditadas com um pequeno milagre". A.H. Weiler, do The New York Times escreveu que ela dá "uma performance sombreada e terna, e uma em que seu romance apaixonado e genuíno evita a emoção comum ao amor jovem, pois às vezes chega à tela".

### Sucesso contínuo na MGM (1952–55)

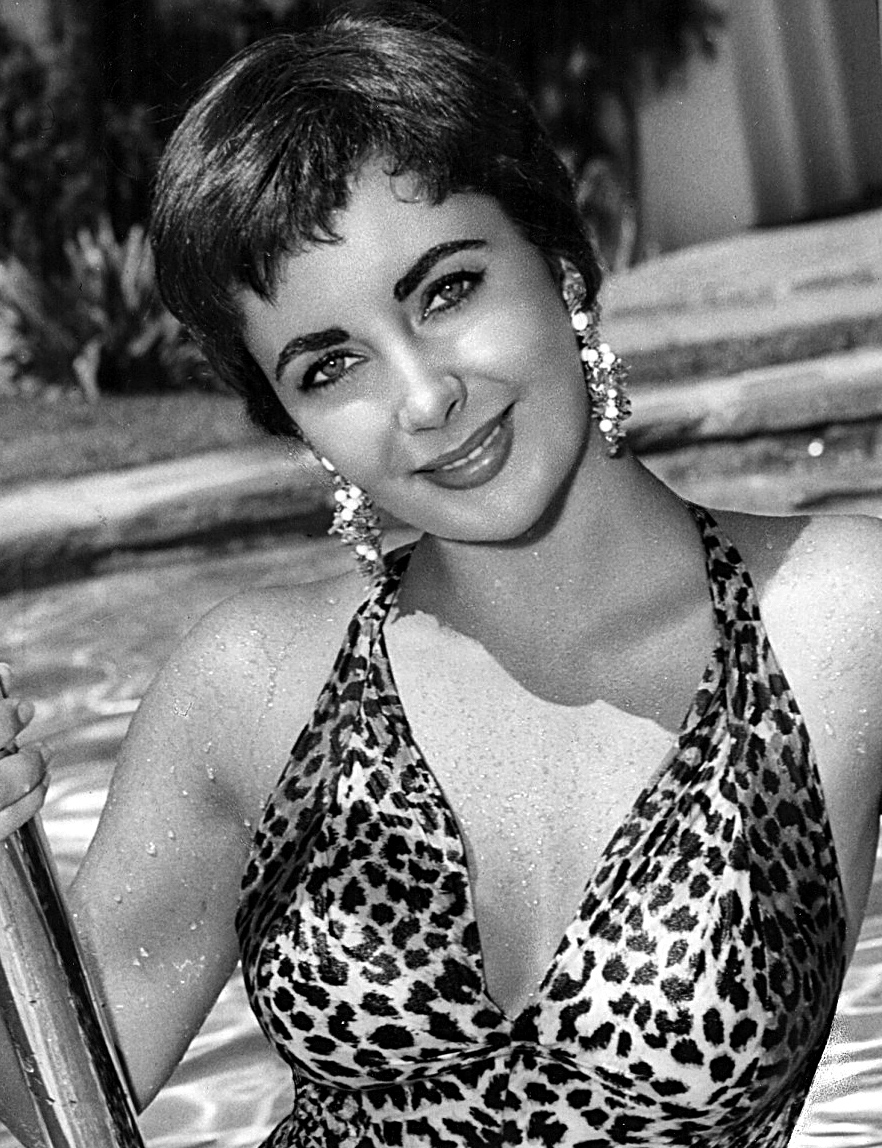
Foto publicitária, 1954.

Em seguida, a atriz estrelou a comédia romântica "O Melhor é Casar" (1952).:124–125 De acordo com Alexander Walker, a MGM a colocou no elenco desse "filme B" como uma reprimenda por se divorciar de Hilton em janeiro de 1951, depois de apenas nove meses de casamento, o que causou um escândalo público que refletiu negativamente em sua carreira.:124–125 Depois de completar as filmagens de "Love Is Better Than Ever", ela foi enviada para a Grã-Bretanha para participar do épico histórico "Ivanhoé, o Vingador do Rei" (1952), um dos projetos mais caros na história do estúdio.:129–132 Ela não estava feliz com o projeto, achando a história superficial e seu papel como Rebecca muito pequeno.:129–132 Independentemente disso, "Ivanhoe" se tornou um dos maiores sucessos comerciais da MGM, lucrando US$ 11 milhões em todo o mundo.
O último filme de Elizabeth feito sob seu antigo contrato com a MGM foi "A Garota Que Tinha Tudo" (1953), um remake do drama pre-code "Uma Alma Livre" (1931).:145 Apesar de suas queixas com o estúdio, assinou um novo contrato de sete anos com a MGM no verão de 1952.:139–143 Embora ela quisesse papéis mais interessantes, o fator decisivo para continuar no estúdio era sua necessidade financeira; havia se casado recentemente com o ator britânico Michael Wilding, e estava grávida de seu primeiro filho.:139–143 Além de lhe conceder um salário semanal de US$ 4.700, a MGM concordou em dar ao casal um empréstimo para a compra de uma casa e assinou com o marido um contrato de três anos.:141–143 Devido à sua dependência financeira, o estúdio agora tinha até mais controle sobre ela do que anteriormente.:141–143

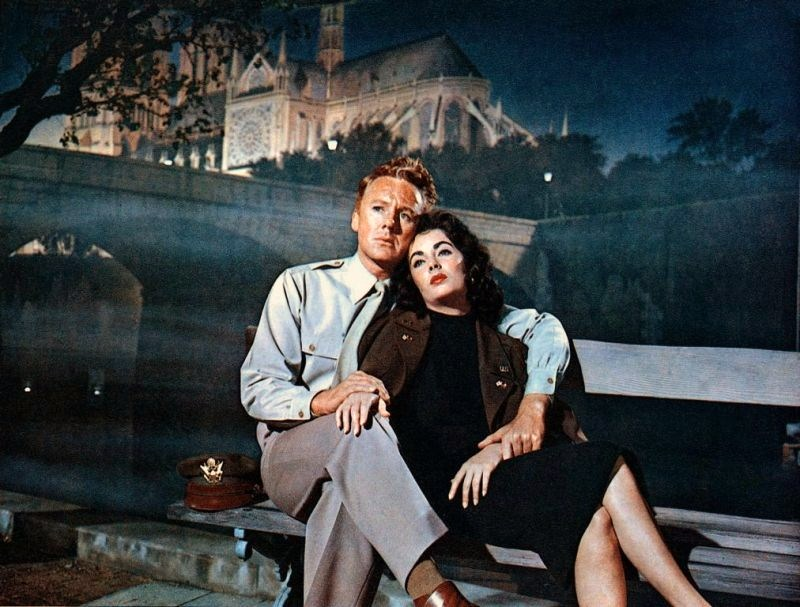
Taylor e Van Johnson na comédia romântica "A Última Vez Que Vi Paris" (1954).

Os dois primeiros filmes de Elizabeth, feitos sob seu novo contrato, foram lançados com dez dias de intervalo no início de 1954.:153 O primeiro foi "Rapsódia", um filme romântico estrelado por ela como uma mulher presa em um triângulo amoroso com dois músicos. O segundo foi "No Caminho dos Elefantes", um drama em que ela interpreta uma mulher britânica lutando para se adaptar à vida na plantação de chá de seu marido no Sri Lanka. Ela havia sido emprestada à Paramount Pictures para o filme depois que sua estrela original, Vivien Leigh, adoeceu.:148–149
No outono, a atriz estrelou mais dois lançamentos. "Beau Brummell", um filme do período regencial, outro projeto em que ela foi escalada contra sua vontade,:153–154 pois não gostava de filmes históricos em geral, com seus figurinos e maquiagem elaborados, que exigiam que ela acordasse mais cedo do que o habitual para se preparar. Mais tarde, ela disse que "Beau Brummell" foi uma das piores performances de sua carreira.:153–154 O segundo filme foi "A Última Vez que Vi Paris", dirigido por Richard Brooks, e baseado no conto de F. Scott Fitzgerald. Embora ela quisesse ser escalada para "A Condessa Descalça" (1954) ao invés de participar da produção, Taylor gostou do filme, e mais tarde afirmou ter ficado convencida de que "queria ser atriz, em vez de ficar bocejando pelo caminho".:153–157 Embora "The Last Time I Saw Paris" não tenha sido tão lucrativo quanto muitos outros filmes da MGM, recebeu críticas positivas.:153–157 Taylor engravidou novamente durante a produção e teve que concordar em adicionar mais um ano ao seu contrato para compensar o período gasto em licença maternidade.:153–157

### Criticamente aclamada (1956–60)

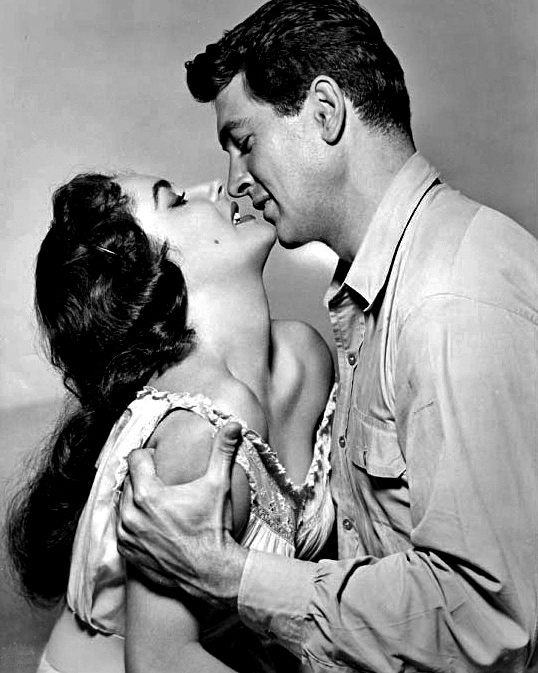
Taylor e Rock Hudson em "Assim Caminha a Humanidade" (1956).

Em meados da década de 1950, a indústria cinematográfica americana estava começando a enfrentar uma séria concorrência com a televisão, o que resultou em estúdios produzindo menos filmes e concentrando-se em sua qualidade.:158–165 A mudança beneficiou Elizabeth, que finalmente encontrou papéis mais desafiadores após vários anos de decepções na carreira.:158–165 Depois de muito tempo, convenceu o diretor George Stevens e ganhou o papel principal feminino em "Assim Caminha a Humanidade" (1956), um drama épico sobre uma dinastia de fazendeiros, coestrelado por Rock Hudson e James Dean.:158–165 Sua filmagem em Marfa, Texas foi uma experiência difícil para ela, pois entrou em conflito com Stevens, que queria torná-la mais fácil de dirigir, e muitas vezes aparecia doente, resultando em atrasos.:158–165 Para complicar ainda mais a produção, Dean morreu em um acidente de carro alguns dias após a conclusão das filmagens; mesmo durante o luto, a atriz teve que filmar tomadas de reação para suas cenas conjuntas.:158–166 Quando "Giant" foi lançado um ano depois, tornou-se um sucesso de bilheteria e foi amplamente elogiado pela crítica.:158–165 Mesmo não tendo sido indicada ao Oscar como suas coestrelas, ela recebeu críticas positivas por sua atuação, com Variety a chamando de "surpreendentemente inteligente". e The Manchester Guardian elogiou sua atuação como "uma revelação surpreendente de presentes insuspeitos". O jornal a nomeou uma das partes mais fortes e memoráveis do filme.
A MGM reuniu a atriz com Montgomery Clift em "A Árvore da Vida" (1957), um drama ambientado durante a Guerra de Secessão, que esperava replicar o sucesso de "…E o Vento Levou" (1939).:166–177 Elizabeth achou fascinante seu papel como uma donzela sulista mentalmente perturbada, mas no geral não gostou do filme.:166–177 Mesmo que o filme não tenha se tornado o tipo de sucesso que a MGM havia planejado, foi indicada pela primeira vez ao Oscar de melhor atriz.

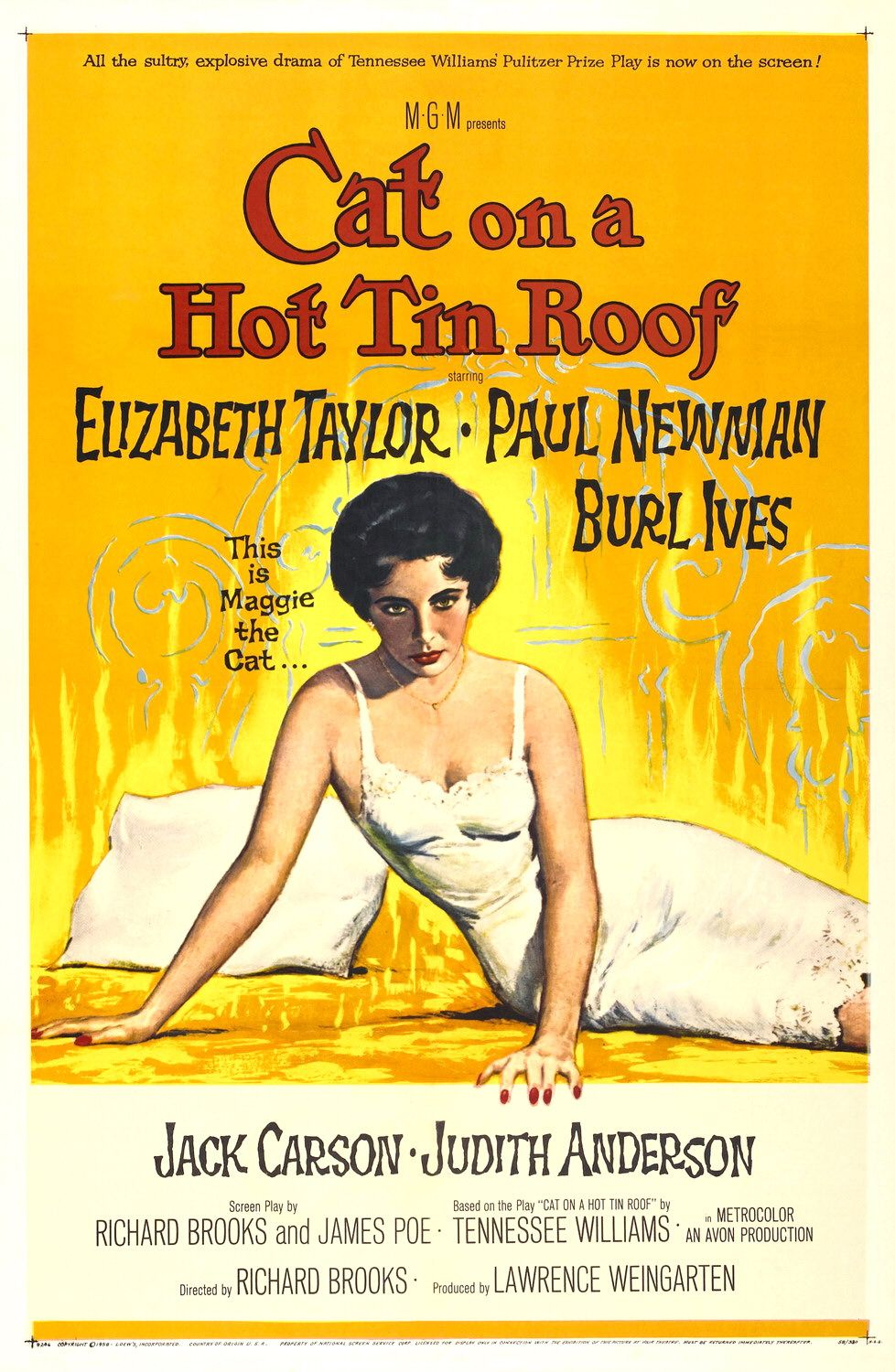
Pôster promocional de "Gata em Teto de Zinco Quente" (1958).

Elizabeth considerou sua próxima atuação como Maggie Pollitt em "Gata em Teto de Zinco Quente" (1958), adaptação da peça de Tennessee Williams, o "ponto alto" de sua carreira. Mas coincidiu com um dos períodos mais difíceis de sua vida. Depois de completar as filmagens de "Raintree Country", se divorciou de Wilding e se casou com o produtor Mike Todd. Ela completou apenas duas semanas de filmagem em março de 1958, quando Todd morreu em um acidente aéreo.:186–194 Embora devastada, a pressão do estúdio e o conhecimento de que Todd tinha dívidas exorbitantes a levaram a voltar ao trabalho três semanas depois.:195–203 Mais tarde, ela disse que "de certa forma ... [ela] se tornou Maggie", e que atuar "foi a única vez que eu poderia funcionar" nas semanas após a morte de Todd.
Durante a produção, sua vida pessoal chamou mais atenção quando começou um caso com o cantor Eddie Fisher, cujo casamento com a atriz Debbie Reynolds foi idealizado pela mídia como a união dos "queridinhos da América".:203–210 O caso – e o subsequente divórcio de Fisher – mudaram a imagem pública da atriz, de uma viúva de luto para uma "destruidora de lares". A MGM usou o escândalo a seu favor, apresentando uma imagem dela posando em uma cama pôsteres promocionais do filme.:203–210 "Cat on a Hot Tin Roof" arrecadou US$ 10 milhões apenas nos cinemas americanos e a tornou a segunda estrela mais lucrativa do ano.:203–210 Recebeu críticas positivas por sua performance, com Bosley Crowther, do The New York Times, a chamando de "fantástica", e Variety a elogiando por "uma interpretação perspicaz e bem acentuada". Ela foi indicada ao Oscar e ao BAFTA.

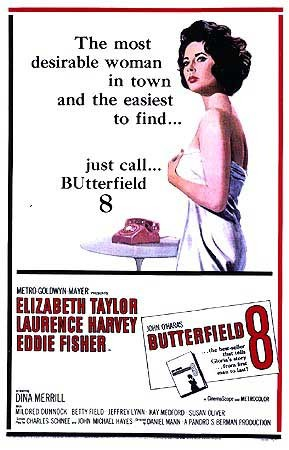
Pôster promocional de "Disque BUtterfield 8", pelo qual Taylor ganhou seu primeiro Oscar.

Seu próximo filme, "De Repente, no Último Verão" (1959), de Joseph L. Mankiewicz, foi outra adaptação de Tennessee Williams, com roteiro de Gore Vidal e também estrelado por Montgomery Clift e Katharine Hepburn. A produção independente rendeu a ela US$ 500 mil por interpretar o papel de uma paciente gravemente traumatizada em uma instituição mental.:203–210 Por mais que o filme fosse um drama sobre doenças mentais, traumas de infância e homossexualidade, foi novamente promovido com o apelo sexual de Elizabeth; tanto o trailer quanto o pôster a mostravam em um maiô branco. A estratégia funcionou, pois o filme foi um sucesso financeiro. Ela recebeu sua terceira indicação ao Oscar e sua primeira ao Globo de Ouro de melhor atriz por sua performance.:203–210
Em 1959, ela devia mais um filme para a MGM, que decidiu que deveria ser "Disque BUtterfield 8" (1960), um drama sobre uma prostituta da alta classe, em uma adaptação do romance de mesmo nome, escrito por John O'Hara e lançado em 1935.:211–223 O estúdio calculou corretamente que a imagem pública da atriz tornaria mais fácil para o público associá-la ao papel.:211–223 Ela odiou o filme pela mesma razão, mas não teve escolha, embora o estúdio tenha concordado com suas exigências de filmar em Nova Iorque e escalar Eddie Fisher para um papel simpático.:211–223 Como previsto, "BUtterfield 8" foi um grande sucesso comercial, arrecadando US$ 18 milhões mundialmente.:224–236 Crowther escreveu que Taylor "parece um milhão de dólares, em vison ou em negligée", enquanto Variety afirmou que ela dá "um retrato tórrido e pungente com uma ou duas passagens brilhantemente executadas". Taylor ganhou seu primeiro Oscar de melhor atriz por sua atuação.:224–236

### Cleópatrae outras parcerias com Richard Burton (1961–67)

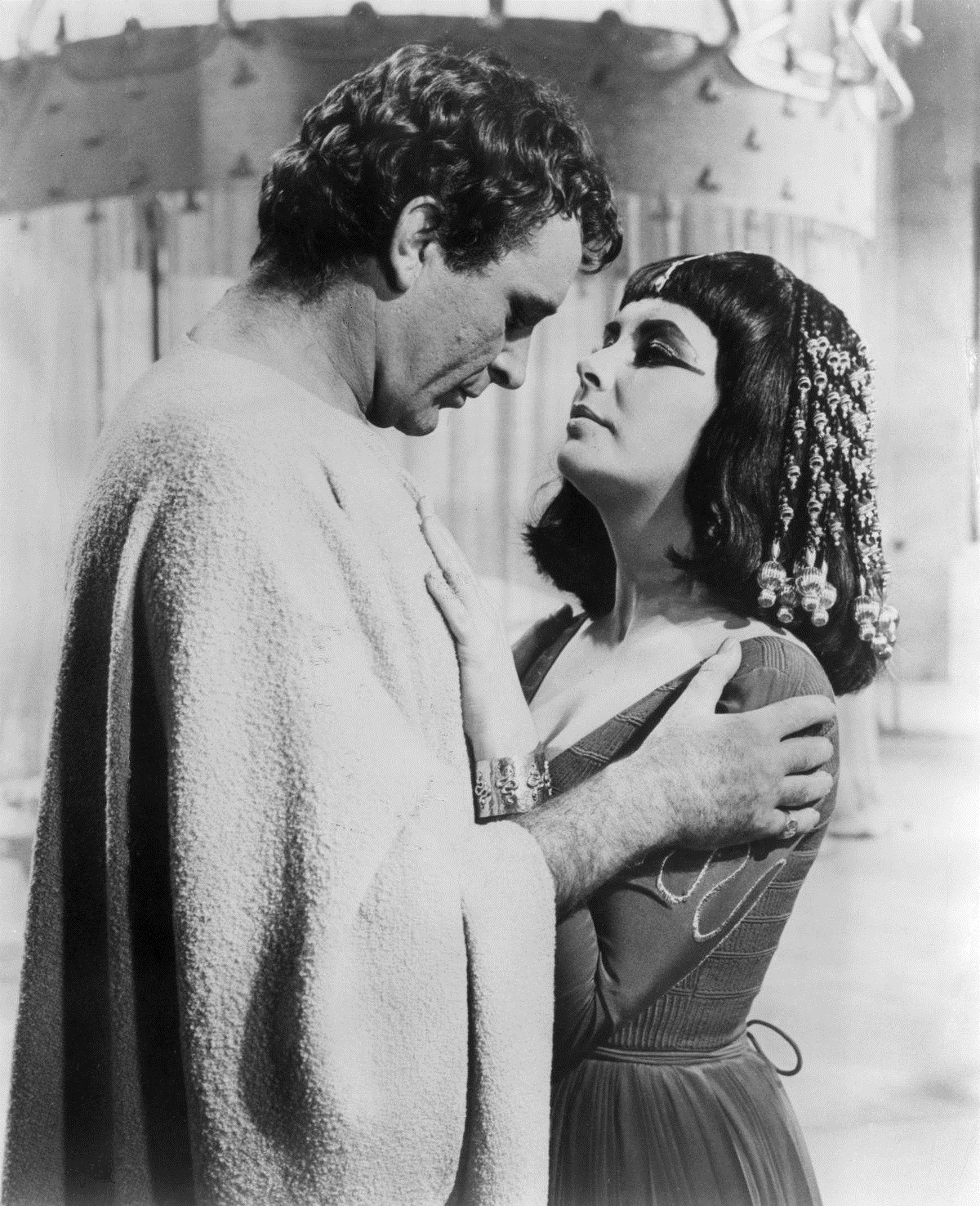
Elizabeth taylor como Cleópatra Filopátor e Richard Burton como Marco Antônio em "Cleópatra" (1963).

Depois de encerrar seu contrato com a MGM, Taylor estrelou em "Cleópatra" (1963), da 20th Century Fox. Segundo o historiador de cinema Alexander Doty, esse épico histórico a tornou mais famosa do que nunca. Ela se tornou a primeira estrela de cinema a receber US$ 1 milhão por um papel; a Fox também concedeu a ela 10% dos lucros do filme, além de rodar o filme na mais alta qualidade, num formato panorâmico para o qual ela herdou os direitos de Mike Todd, seu ex-marido.:10–11:211–223 A produção do filme – caracterizada por cenários e figurinos caros, atrasos constantes e um escândalo causado pelo caso extraconjugal de Elizabeth com seu colega de elenco Richard Burton – foi seguido de perto pela mídia, com a revista Life o elegendo como o "o filme mais falado de todos os tempos".:11–12,39,45–46, 56 As filmagens começaram na Inglaterra em 1960, mas tiveram que ser interrompidas várias vezes por causa do mau tempo e da saúde de Elizabeth.:12–13 Em março de 1961, ela contraiu uma pneumonia grave, que exigiu uma traqueostomia; uma agência de notícias chegou a divulgar erroneamente que ela havia morrido.:12–13 Assim que a atriz se recuperou, a Fox descartou o material já filmado e mudou a produção para Roma, alterando seu diretor para Joseph Mankiewicz e o ator que interpretava Marco Antônio para Burton.:12–18 As filmagens foram finalmente concluídas em julho de 1962.:39 O custo final do filme foi de US$ 62 milhões, tornando-o o filme mais caro feito até então.:46
"Cleopatra" tornou-se o maior sucesso de bilheteria de 1963 nos Estados Unidos, arrecadando US$ 15.7 milhões.:56–57 Apesar disso, o filme levou vários anos para recuperar seus custos de produção, o que levou a Fox à falência. O estúdio responsabilizou publicamente Elizabeth pelos problemas da produção e a processou, juntamente com Burton, por supostamente prejudicar as perspectivas comerciais do filme com seu comportamento, processo esse que não conseguiu êxito.:46 As críticas ao filme foram mistas a negativas, com os críticos achando Elizabeth acima do peso e com a voz muito fina, a comparando desfavoravelmente com suas coestrelas britânicas de formação clássica.:56–58:265–267 Em retrospecto, a atriz considerou "Cleopatra" de "ponto baixo em sua carreira" e disse que o estúdio cortou as cenas que forneceram o "núcleo da caracterização". Ela pretendia seguir "Cleopatra", encabeçando um elenco de estrelas na comédia de humor negro "A Senhora e Seus Maridos" (1964), mas as negociações fracassaram e Shirley MacLaine foi escalada em seu lugar. Enquanto isso, os produtores de filmes estavam ansiosos para lucrar com o escândalo em torno de Elizabeth e Burton, e em seguida eles estrelaram juntos o filme "Gente Muito Importante" (1963), de Anthony Asquith, que espelhava as manchetes sobre eles.:42–45:252–255,260–266 A atriz interpretou uma modelo famosa tentando deixar seu marido por um amante, e Burton seu ex-marido milionário. Lançado logo após "Cleopatra", a produção se tornou um sucesso de bilheteria.:264 Ela também recebeu US$ 500 mil para aparecer no especial televisivo "Elizabeth Taylor in London" (1963), da CBS, em que visitava os marcos da cidade e recitava passagens das obras de famosos escritores britânicos.:74–75

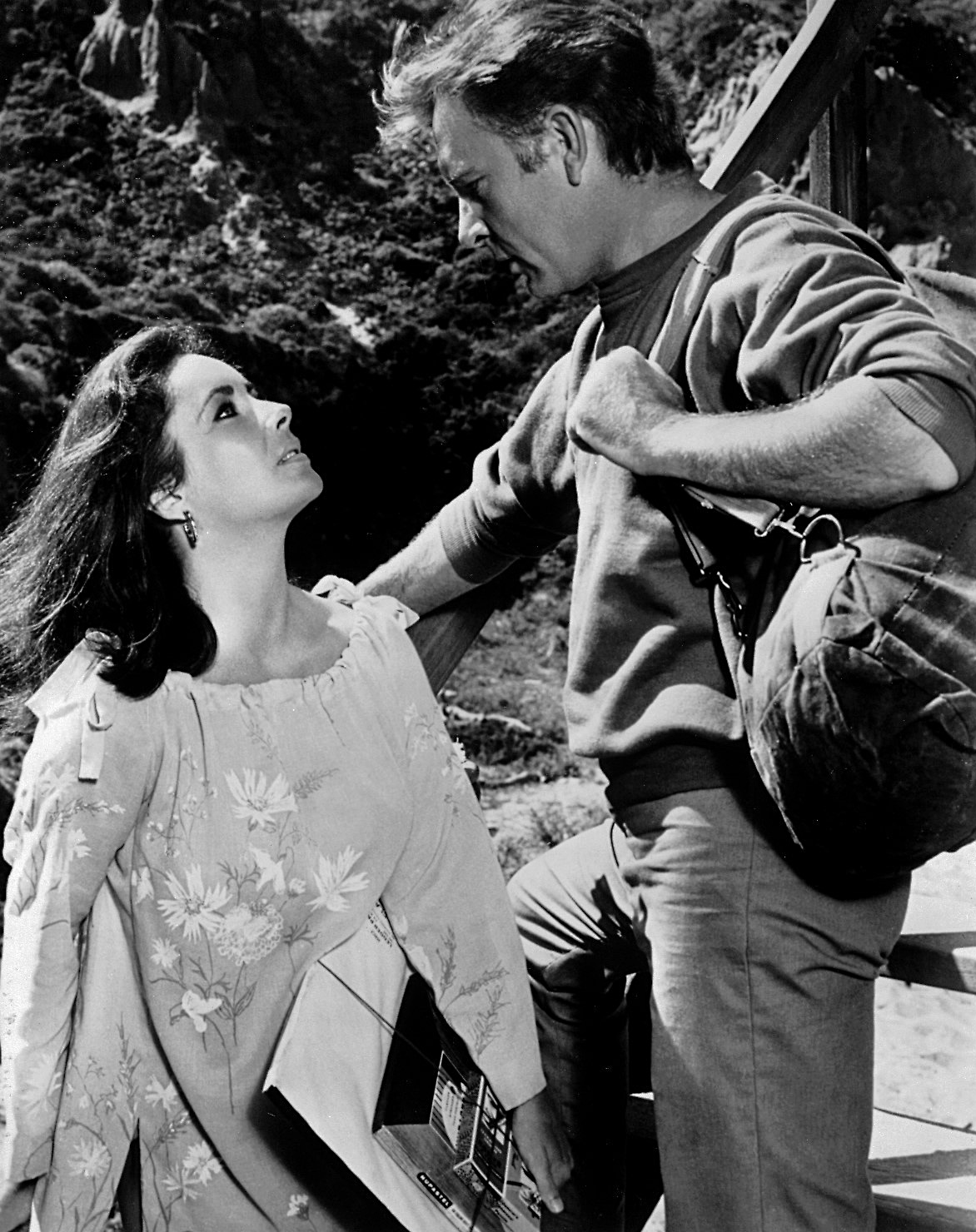
Taylor e Burton em "Adeus às Ilusões" (1965).

Depois de completar "The V.I.P.s", a atriz fez um hiato de dois anos nos filmes, durante o qual ela e Burton se divorciaram de seus cônjuges e se casaram.:112 O "supercasal" continuou estrelando juntos em filmes em meados da década de 1960, ganhando US$ 88 milhões na década seguinte; Burton declarou certa vez: "Dizem que geramos mais atividade comercial do que uma das nações africanas menores".:193 O biógrafo Alexander Walker comparou esses filmes a "colunas de fofocas ilustradas", já que seus papéis no cinema geralmente refletiam suas personalidades públicas. O historiador de cinema Alexander Doty observou que a maioria dos filmes de Elizabeth durante esse período parecia "conformar e reforçar a imagem  de uma indulgente, estridente, imoral ou amoral, e apetitiva (em muitos sentidos da palavra) 'Elizabeth Taylor'".:294 O primeiro projeto conjunto dela e Burton, após seu hiato, foi o drama romântico "Adeus às Ilusões" (1965), de Vincente Minelli, sobre um caso de amor ilícito entre uma artista boêmia e um clérigo casado em Big Sur, Califórnia. Suas críticas foram em grande parte negativas, mas foi considerado um sucesso, arrecadando US$ 14 milhões.:116–118
O próximo projeto, "Quem Tem Medo de Virginia Woolf?" (1966), uma adaptação da peça de mesmo nome por Edward Albee, apresentou o desempenho da sua carreira mais aclamado pela crítica.:142,151–152:286 Ela e Burton estrelaram como Martha e George, um casal de meia-idade passando por uma crise conjugal. Para interpretar a personagem de cinquenta anos de forma convincente, a atriz ganhou peso, usou peruca e maquiagem para parecer mais velha e cansada – em contraste com sua imagem pública como uma estrela de cinema glamourosa.:136–137:281–282 Por sua sugestão, o diretor de teatro Mike Nichols foi contratado para dirigir o projeto, apesar de sua falta de experiência com cinema.:139–140 A produção diferia de tudo o que ela havia feito anteriormente, pois Nichols queria ensaiar completamente a peça antes de começar a filmar.:141 "Who's Afraid of Virginia Woolf?" foi considerado inovador por seus temas adultos e linguagem sem censura, estreando com críticas consideradas "gloriosas".:140,151 Variety escreveu que a "caracterização de Taylor é ao mesmo tempo sensual, rancorosa, cínica, lamentável, repugnante, lasciva e terna". Stanley Kauffmann, do The New York Times, afirmou que Taylor "faz o melhor trabalho de sua carreira, sustentado e urgente". O filme também se tornou um dos maiores sucessos comerciais do ano.:151–152:286 Elizabeth recebeu seu segundo Oscar e BAFTA, National Board of Review e prêmios da Associação de Críticos de Nova Iorque por sua atuação.
Em 1966, ela e Burton atuaram na peça  "Doctor Faustus" por uma semana em Oxford para beneficiar a Sociedade Dramática da Universidade de Oxford; ele estrelou e ela apareceu em seu primeiro papel no palco como Helena de Troia, em cenas que não exigiam falas.:186–189 Embora tenha recebido críticas geralmente negativas, Burton o produziu como um filme, "Doctor Faustus" ("Doutor Faustus") em 1967, com o mesmo elenco.:186–189 Também foi criticado negativamente e arrecadou apenas US$ 600 mil.:230–232 O próximo projeto do casal foi "A Megera Domada" (1967), de Franco Zeffirelli, que eles também co-produziram, e que teve sucesso comercial.:164 Isso representou outro desafio para ela, já que era a única atriz do projeto sem experiência anterior em interpretar obras de Shakespeare; Zeffirelli afirmou mais tarde que isso tornou sua performance interessante, pois ela "inventou a partir do zero".:168 Os críticos acharam a peça um material adequado para o casal, e o filme se tornou um sucesso de bilheteria, arrecadando US$ 12 milhões.:181, 186
O terceiro filme de Elizabeth lançado em 1967, "O Pecado de Todos Nós", foi seu primeiro sem Burton desde "Cleópatra". Baseado no romance do mesmo nome por Carson McCullers, era um drama sobre um oficial militar gay reprimido e sua esposa infiel. Foi originalmente programado para o velho amigo da atriz, Montgomery Clift, cuja carreira estava em declínio havia vários anos, devido a seus problemas pelo uso de drogas. Determinado a garantir seu envolvimento no projeto, ela até se ofereceu para pagar seu seguro,:157–161 mas Clift morreu de ataque cardíaco antes do início das filmagens, sendo substituído por Marlon Brando.:175,189 "Reflections in a Golden Eye" foi um fracasso de crítica e comercial no momento de seu lançamento.:233–234 O último filme do casal naquele ano foi "Os Farsantes" (1967), adaptação do romance de Graham Greene, que recebeu críticas mistas, sendo uma decepção de bilheteria.:228–232

### Declínio da carreira (1968–79)

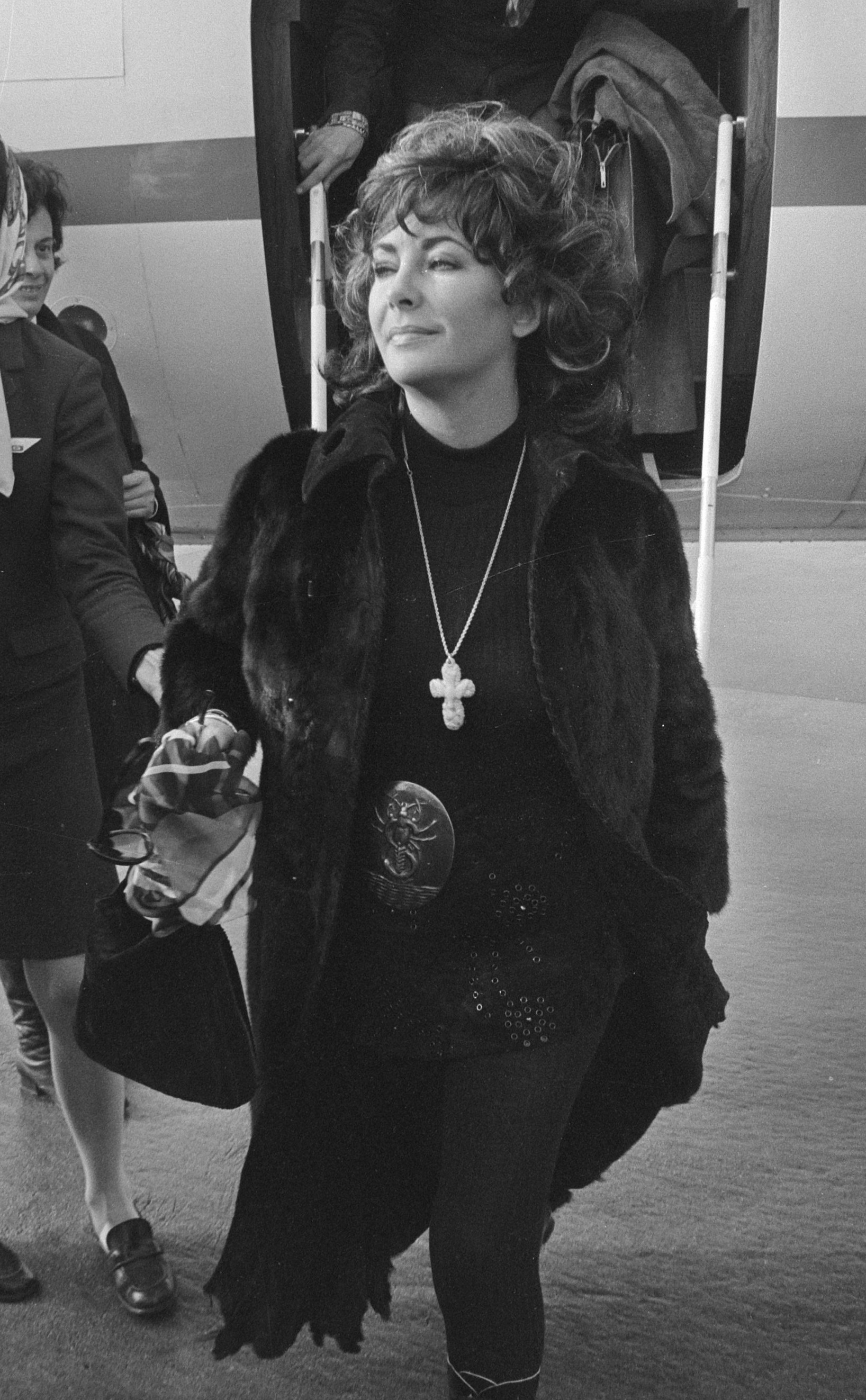
Taylor em 1971.

A carreira de Elizabeth entrou em declínio no final dos anos 1960. Ela ganhou peso, estava chegando à meia-idade e não se encaixava mais com as estrelas da Nova Hollywood, como Jane Fonda e Julie Christie.:135–136:294–296,307–308 Após vários anos de atenção quase constante da mídia, o público estava cansado de Burton e dela, e criticou seu estilo de vida jet set.:142, 151–152:294–296,305–306 Em 1968, ela estrelou dois filmes dirigidos por Joseph Losey – "Boom!" e "Secret Ceremony" ("Cerimônia Secreta") – ambos fracassos de crítica e comerciais.:238–246 O primeiro, baseado na peça de Tennessee Williams "The Milk Train Doesn't Stop Here Anymore", a apresenta como uma milionária de meia-idade que tem a fama de se casar muitas vezes, e Burton como um homem mais jovem que aparece em uma ilha do Mediterrâneo em que ela descansa após se aposentar.:211–217 "Secret Ceremony" é um drama psicológico que também tem como protagonistas Mia Farrow e Robert Mitchum.:242–243, 246 O terceiro filme de Elizabeth com George Stevens, "Jogo de Paixões" (1970), no qual ela interpretou uma showgirl de Las Vegas que tem um caso com um jogador compulsivo, interpretado por Warren Beatty, e que não teve sucesso.:287
Os três filmes em que Taylor atuou em 1972 foram um pouco mais bem-sucedidos. "Zee and Co.", que retratou Michael Caine e ela como um casal problemático, ganhou-lhe o David di Donatello de melhor atriz estrangeira. Ela apareceu com Burton em "Under Milk Wood" ("Sob o Bosque de Leite"); embora seu papel fosse pequeno, os produtores decidiram dar-lhe o melhor faturamento para lucrar com sua fama.:313–316 Seu terceiro papel no cinema naquele ano foi no filme "Hammersmith Is Out" ("Unidos Pelo Mal"), uma paródia de Peter Ustinov, no qual interpretou uma garçonete loira de um restaurante, sua décima colaboração com Burton. Embora no geral não tenha sido bem sucedido,:316 Elizabeth recebeu algumas boas críticas, com Vincent Canby do The New York Times escrevendo que ela tem "um certo charme vulgar e rabugento", e Roger Ebert, do Chicago Sun-Times, dizendo: "O espetáculo de Elizabeth Taylor envelhecendo e ficando mais bonita continua a surpreender a população". Sua atuação ganhou o Urso de Prata de melhor atriz no Festival Internacional de Cinema de Berlim.

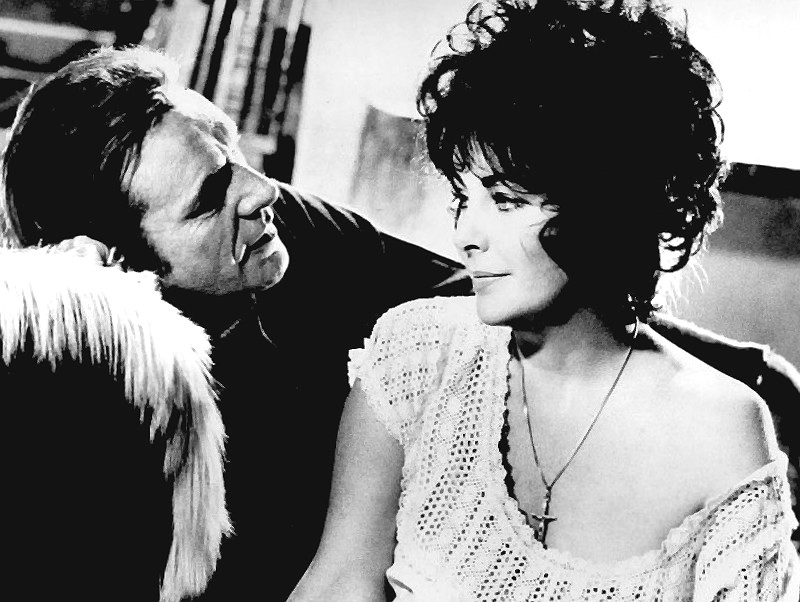
Taylor em "Divorce His, Divorce Hers" (1973), ultimo filme de Taylor com Burton.

O último filme dela e Burton juntos foi "Divorce His, Divorce Hers" ("Os Divorciados do Século"), de 1973, apropriadamente nomeado, já que se divorciaram no ano seguinte.:357 Seus outros filmes lançados em 1973 foram o thriller britânico "Night Watch" ("Vigília nas Sombras"), e o drama norte-americano "Ash Wednesday" ("Meu Corpo em Tuas Mãos").:341–349,357–358 Para este último, no qual ela estrelou como uma mulher que passa por várias cirurgias plásticas na tentativa de salvar seu casamento, a atriz recebeu uma indicação ao Globo de Ouro. Seu único filme lançado em 1974 foi o italiano "Identikit" ("O Acaso de Uma Vida"), adaptação do livro de Muriel Spark, e fracassou nas bilheterias.:371–375
Elizabeth assumiu menos papéis após meados da década de 1970 e se concentrou em apoiar a carreira de seu sexto marido, o político republicano John Warner, um senador dos Estados Unidos. Em 1976, ela participou do filme de fantasia soviético-americano "The Blue Bird" ("O Pássaro Azul"), um fracasso de crítica e de bilheteria, e teve um pequeno papel no telefilme "Victory at Entebbe" ("Vitória em Entebbe"), também de 1976. Em 1977, ela cantou em "Música Numa Noite de Verão", adaptação cinematográfica do musical de Stephen Sondheim.:388–389,403

### Palcos, televisão e aposentadoria (1980–2007)

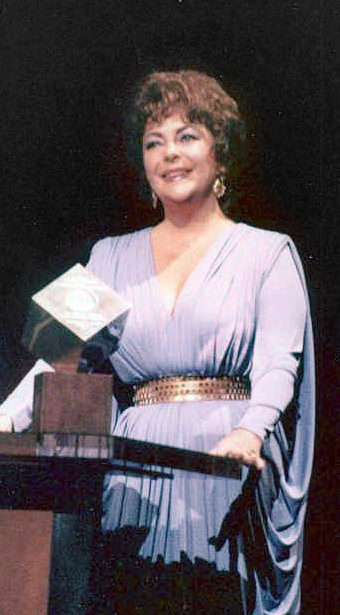
Taylor em 1981 em um evento que homenageia sua carreira.

Após um período de semi-aposentadoria do cinema, Elizabeth Taylor estrelou "The Mirror Crack'd" ("A Maldição do Espelho") em 1980, adaptado do romance policial The Mirror Crack'd from Side to Side, de Agatha Christie. Apresentava um elenco da era do estúdio, como Angela Lansbury, Kim Novak, Rock Hudson e Tony Curtis.:435 Querendo desafiar a si mesma, ela assumiu seu primeiro papel substancial no palco, interpretando Regina Giddens na produção da Broadway de "The Little Foxes", de Lillian Hellman.:411:347–362 Em vez de retratar Giddens sob uma luz negativa, como muitas vezes foi o caso em produções anteriores, a ideia da atriz era mostrar-se como vítima das circunstâncias, explicando: "Ela é uma assassina, mas está dizendo: 'Desculpem, colegas, vocês me colocaram nessa posição'".:349
A produção estreou em maio de 1981 e durou menos de seis meses, recebendo críticas favoráveis e negativas.:411:347–362 Frank Rich, do The New York Times, escreveu que "a performance de Taylor como Regina Giddens, aquela deusa-vadia maligna do sul ... começa cautelosamente, logo ganha força e então explode em uma tempestade negra e estrondosa que pode simplesmente derrubá-lo do seu assento". Dan Sullivan, do Los Angeles Times, declarou: "Taylor apresenta uma possível Regina Giddens, vista através da persona de Elizabeth Taylor. Há alguma atuação nela, bem como alguma exibição pessoal". Ela apareceu como a socialite do mal Helena Cassadine na novela diurna "General Hospital" em novembro de 1981.:347–362 No ano seguinte, continuou apresentando "The Little Foxes" no West End de Londres, mas recebeu críticas negativas da imprensa britânica.:347–362
Encorajados pelo sucesso de "The Little Foxes", Elizabeth e o produtor Zev Buffman fundaram a Elizabeth Taylor Repertory Company.:347–362 Sua primeira e única produção foi uma recriação de "Private Lives", comédia de Noël Coward, que a atriz estrelou com Richard Burton.:413–425:347–362 Estreou em Boston no início de 1983 e, embora comercialmente bem-sucedido, recebeu críticas geralmente negativas, com os críticos observando que ambas as estrelas estavam com a saúde visivelmente debilitada – Taylor se internou em um centro de reabilitação de drogas e álcool após o término da peça, e Burton morreu no ano seguinte.:413–425:347–362 Após o fracasso de "Private Lives", a atriz dissolveu sua companhia de teatro. Seu único outro projeto naquele ano foi o telefilme "Between Friends".
A partir de meados da década de 1980, Elizabeth Taylor atuou principalmente em produções televisivas. Fez participações especiais nas novelas "Hotel" e "All My Children" em 1984, e interpretou a dona de um bordel na minissérie histórica "Norte e Sul" em 1985.:363–373 Também estrelou vários filmes de televisão, interpretando a colunista de fofocas Louella Parsons em "Malice in Wonderland" ("As Colunistas do Escândalo"), de 1985; uma "estrela de cinema em declínio" no drama "There Must Be a Pony" ("Cenas de Mulher"), de 1986, e uma personagem baseada em Poker Alice no faroeste homônimo de 1987.:363–373 Ela se reuniu com o diretor Franco Zeffirelli para aparecer em sua cinebiografia franco-italiana "Young Toscanini" (1988), e teve o último papel principal de sua carreira em uma adaptação para a televisão de "Sweet Bird of Youth" ("Doce Pássaro da Juventude"), de 1989, sua quarta peça de Tennessee Williams.:363–373 Durante esse tempo, Elizabeth também começou a receber prêmios honorários por sua carreira – o Prêmio Cecil B. DeMille em 1985, e o Prêmio Chaplin da Sociedade Cinematográfica do Lincoln Center, em 1986.
Na década de 1990, a atriz concentrou seu tempo no ativismo da HIV/AIDS. Seu último filme lançado nos cinemas, "Os Flintstones" (1994), foi fortemente atacado pela crítica, mas bem sucedido comercialmente. No filme, ela interpretou Pearl Slaghoople em um breve papel coadjuvante.:436 Taylor recebeu honrarias americanas e britânicas por sua carreira: o Prêmio de Contribuição em Vida pelo Instituto Americano de Cinema, em 1993, o prêmio honorário Screen Actors Guild em 1997, e um "BAFTA Fellowship", em 1999. Em 2000, foi nomeada Dama Comandante da Ordem do Império Britânico por Rainha Elizabeth II. Depois do papel coadjuvante no telefilme "As Damas de Hollywood" (2001), e no sitcom animado "God, the Devil and Bob" (2001), a atriz anunciou que estava se aposentando da atuação para dedicar seu tempo à filantropia.:436 Ela fez uma última apresentação pública em 2007 quando, com James Earl Jones, executou a peça "Love Letters" em um evento beneficente contra a AIDS nos Estúdios Paramount.:436

## Vida pessoal

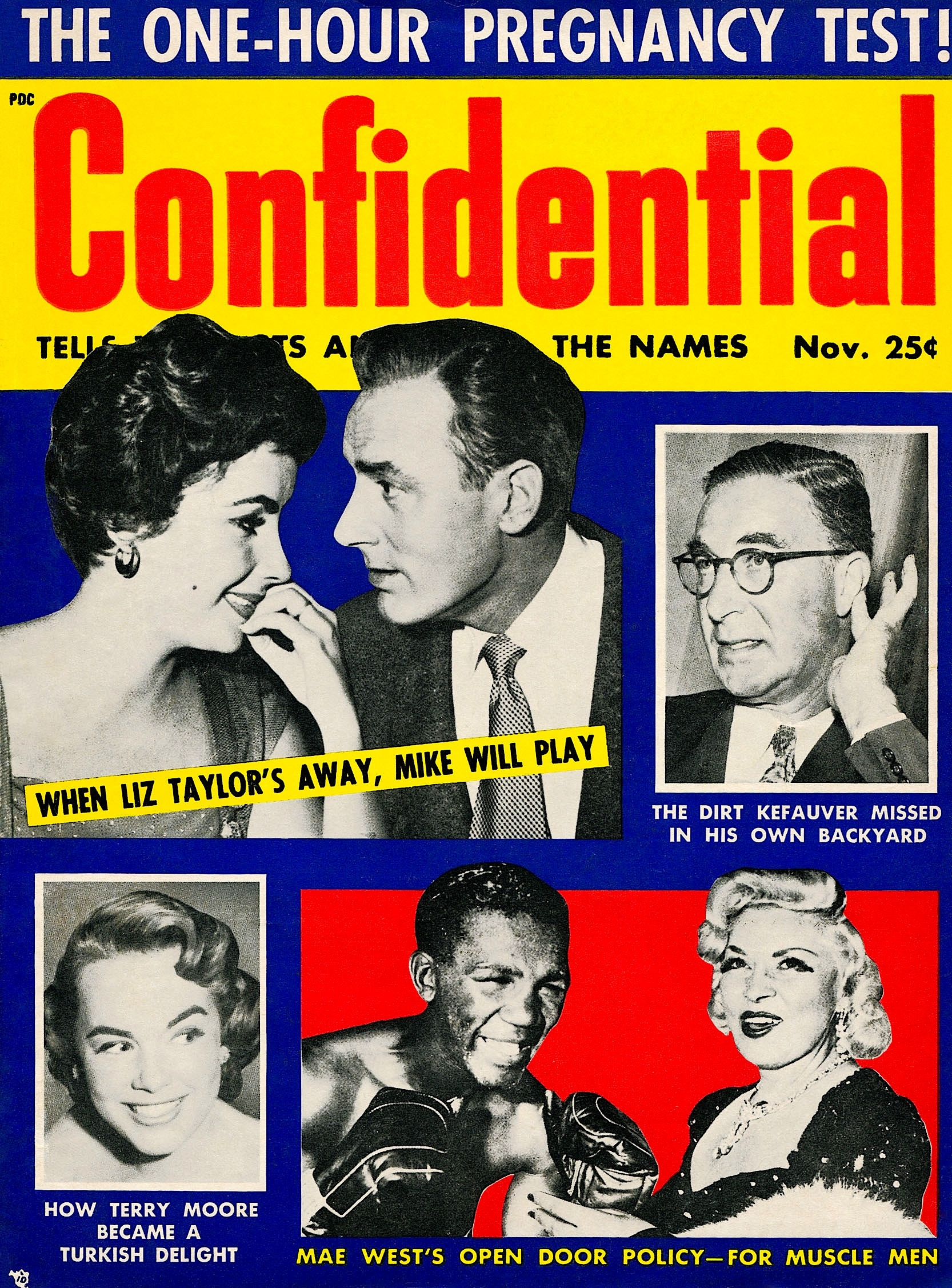
Os relacionamentos de Elizabeth Taylor foram objeto de intensa atenção da mídia ao longo de sua vida, como exemplificado por uma edição de 1955 da revista de fofocas Confidential.

A marca registrada de Liz, como foi mais conhecida pelos mais próximos, são os traços delicados de seu rosto e seus olhos azul-violeta. Uma cor rara, emoldurados por sobrancelhas desenhadas e espessas, de cor negra. Foi uma celebridade cercada por intenso glamour, carinho de fãs e muito luxo.
Taylor era uma grande apreciadora de joias. Adorava o brilho de brincos, colares, anéis e pulseiras, além de amar maquiagens, sapatos de grife, bolsas da moda e vestidos caros. Mesmo sem tudo isso, em trajes simples e sem pintura, ainda era considerada uma beleza rara. Os críticos da moda consideravam sua simetria de rosto e corpo ideais, ambas se encaixavam perfeitamente.
Ficou famosa também por seus numerosos casamentos, sete, ao todo. Além de seus inúmeros relacionamentos amorosos com diversos empresários milionários, e astros da música e do cinema.
Seu primeiro casamento foi com o empresário Conrad Nicholson Hilton, em 1950, mas a união durou apenas um ano, terminando amigavelmente. Seu mais famoso casamento foi com o ator britânico Richard Burton, seu quinto marido, que ficou marcado pelo alcoolismo e pelas agressões contra ela. Elizabeth esteve casada com ele por duas vezes: de 1964 a 1974 e de 1975 a 1976. O casal atuou junto em vários filmes nos anos 60, como o antológico "Cleópatra" (1936), o dramático "Quem Tem Medo de Virgínia Woolf?" (1966), em que ela ganhou o segundo Oscar, "Os Farsantes" e "A Megera Domada". (1967)

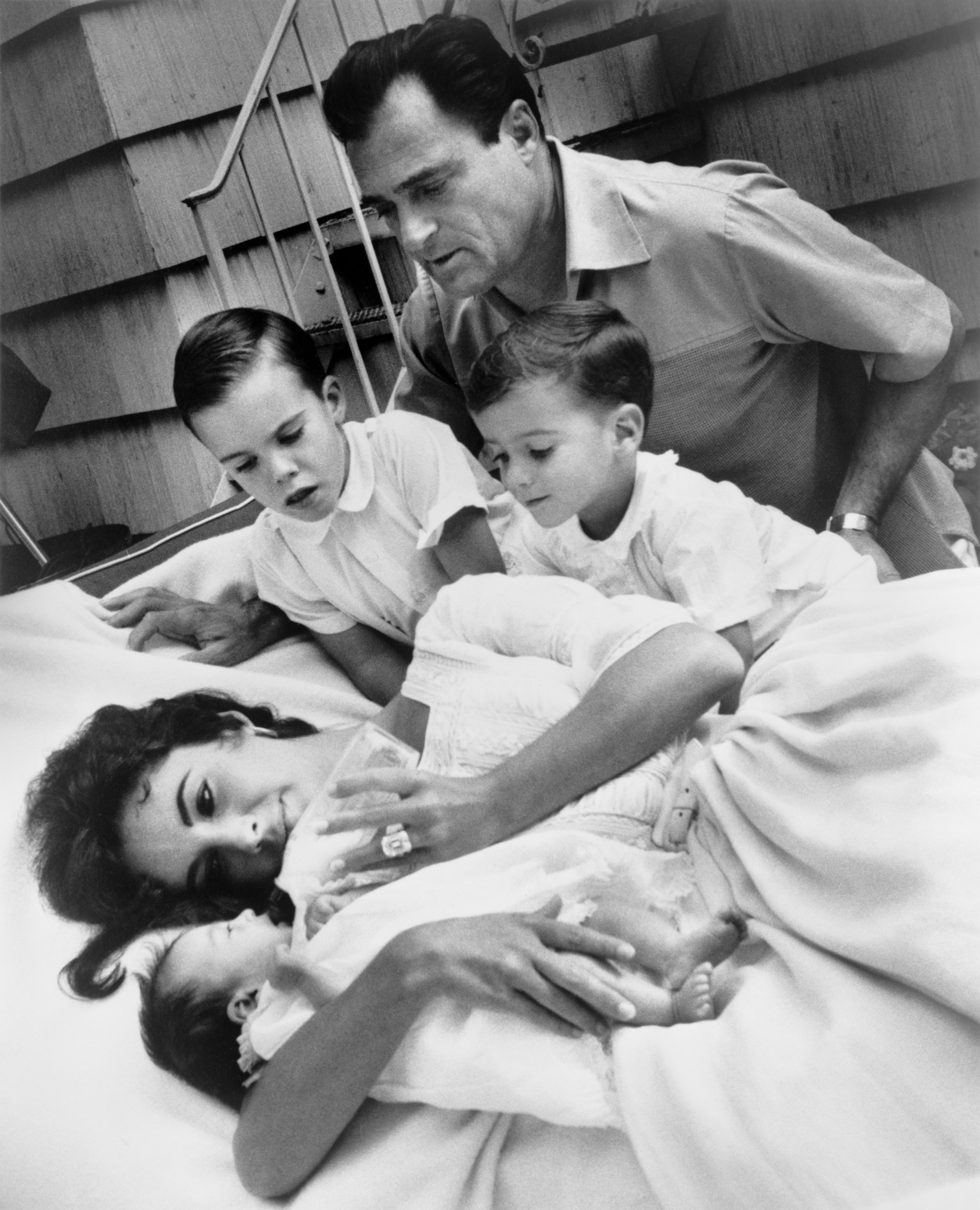
Elizabeth Taylor com seu terceiro marido, Mike Todd, e seus três filhos, em 1957.

Elizabeth teve quatro filhos no total; três filhos biológicos e um adotivo. Seus filhos nasceram de parto normal, em Los Angeles. Com Michael Wilding, seu segundo marido, com quem foi casada de 1952 a 1957, teve dois filhos: Michael Howard Taylor Wilding, nascido em 1953, e Christopher Edward Taylor Wilding, nascido em 1955. Com Mike Todd, seu terceiro marido, com quem ficou casada por um ano, teve uma filha em 1957, chamada Eliza Frances Taylor Todd, mais conhecida como "Liza". Elizabeth Taylor ficou viúva em 1958, tendo de criar a filha sozinha, sofrendo bastante pela perda de seu companheiro, que morreu em um acidente aéreo em 22 de março de 1958.:5–6:193–202 Foi consolada por um amigo de Todd, o cantor Eddie Fisher, com quem também iniciou um relacionamento.:7–9:201–210 Como Fisher ainda era casado com a atriz Debbie Reynolds, o caso resultou em um escândalo público, com Elizabeth sendo rotulada de "destruidora de lares".:7–9:201–210 Taylor e Fisher se casaram no Templo Beth Sholom em Las Vegas em 12 de maio de 1959; mais tarde, ela afirmou que se casou com ele apenas devido ao seu luto.:7–9:201–210
Em 1964, Taylor e Burton se divorciaram de seus respectivos cônjuges e logo em seguida se casaram. Seu marido insistia muito para ser pai e Elizabeth não queria mais ter filhos, mas decidiu engravidar para agradá-lo, porém não estava conseguindo. Após alguns anos realizando diversos tratamentos, não obteve êxito, o que a deixou frustrada. O casal, então, resolveu adotar uma criança. Após alguns anos na fila de adoção, conseguiram a guarda de uma menina alemã de dois anos, a quem batizaram de Maria Taylor Jenkins. Com o tempo, seu casamento com Burton tornou-se muito conturbado, devido ao ciúme doentio dele, que a agredia frequentemente. A relação era de idas e vindas, e o casal chegou a ficar separado por mais de seis meses. Nos anos 70, ainda casada, queria se vingar das traições e agressões do marido, e passou a traí-lo com o embaixador iraniano dos Estados Unidos, Ardeshir Zahedi, se encontrando com ele em hotéis de luxo da cidade. Taylor, não querendo mais mentir, resolveu assumir seu romance com o iraniano, e assim conseguiu divorciar-se de Burton, com quem já não era mais feliz.
Vendo que o que viveu com Ardeshir Zahedi não passou de encontros sem importância para ele, já que ele assumiu não querer ter um relacionamento sério, Taylor resolveu separar-se dele, pois não gostava de relacionamento sem compromisso. Sozinha e desiludida em encontrar um grande amor, conheceu um novo homem, John Warner, um político. Foi casada com ele de 1976 a 1982, mas devido aos ciúmes excessivos do casal, houve uma nova separação.
Os anos passaram e ela não procurou mais se casar. Mantinha namoros estáveis, mas não se sentia apaixonada o suficiente a ponto de morar junto ou casar-se oficialmente, até que conheceu Larry Fortensky. Casaram-se em 1991, em uma cerimônia realizada no Rancho Neverland, propriedade de seu grande amigo Michael Jackson. A separação ocorreu em 1996, por diferenças de temperamento, que ela classificava como irreconciliáveis. Ele foi seu último marido, e após o término, voltou a ter namoros estáveis com homens anônimos e famosos, mas não quis mais casar-se outra vez.
Foi uma das melhores amigas do Rei do Pop Michael Jackson, que participou de perto dos acontecimentos de sua vida, e a ajudou com seus conselhos e experiências de vida a lidar com suas dificuldades conjugais. Jackson dedicou-lhe vários de seus trabalhos, inclusive a canção "Liberian Girl" e "Elizabeth, I Love You". Também era madrinha de seu primeiro filho, Prince Michael Jackson I, juntamente com o ator Macaulay Culkin.
Em 1997, a atriz passou por uma delicada cirurgia para remover um tumor cerebral. Apesar da cirurgia arriscada e de ter ficado na UTI, não ficou com sequelas.
Na juventude, Elizabeth Taylor sofreu com depressão, ansiedade e síndrome do pânico, devido aos seus violentos e conturbados relacionamentos amorosos, e suas inseguranças pessoais relacionadas a sua carreira. Isto tudo a levou a desenvolver anorexia alcoólica e vício em álcool, cigarros, cocaína, canábis, barbitúricos e anfetaminas, mas após vinte anos de recorrentes internações em clínicas de reabilitação, sessões de psicoterapia e uso de antidepressivos e ansiolíticos, além de meditação, ioga e exercícios físicos, conseguiu sua cura, embora estes problemas nunca tenham interferido intensamente em sua carreira.[carece de fontes?]
Foi pioneira no desenvolvimento de ações filantrópicas, levantando fundos para as campanhas contra a AIDS a partir dos anos 80, logo após a morte de Rock Hudson. A despeito de ter nascido fora dos Estados Unidos, em 2001 recebeu do presidente Bill Clinton a segunda mais importante medalha de reconhecimento a um cidadão norte-americano: a Presidential Citizens Medal, oferecida pelos seus vários trabalhos filantrópicos. Nessa época se agravaram seus problemas de saúde por conta da idade, desenvolvendo aterosclerose, diabetes e obesidade, sendo levada a internações recorrentes em hospitais.

### Lançamentos de perfumes e Casa de Beleza Taylor

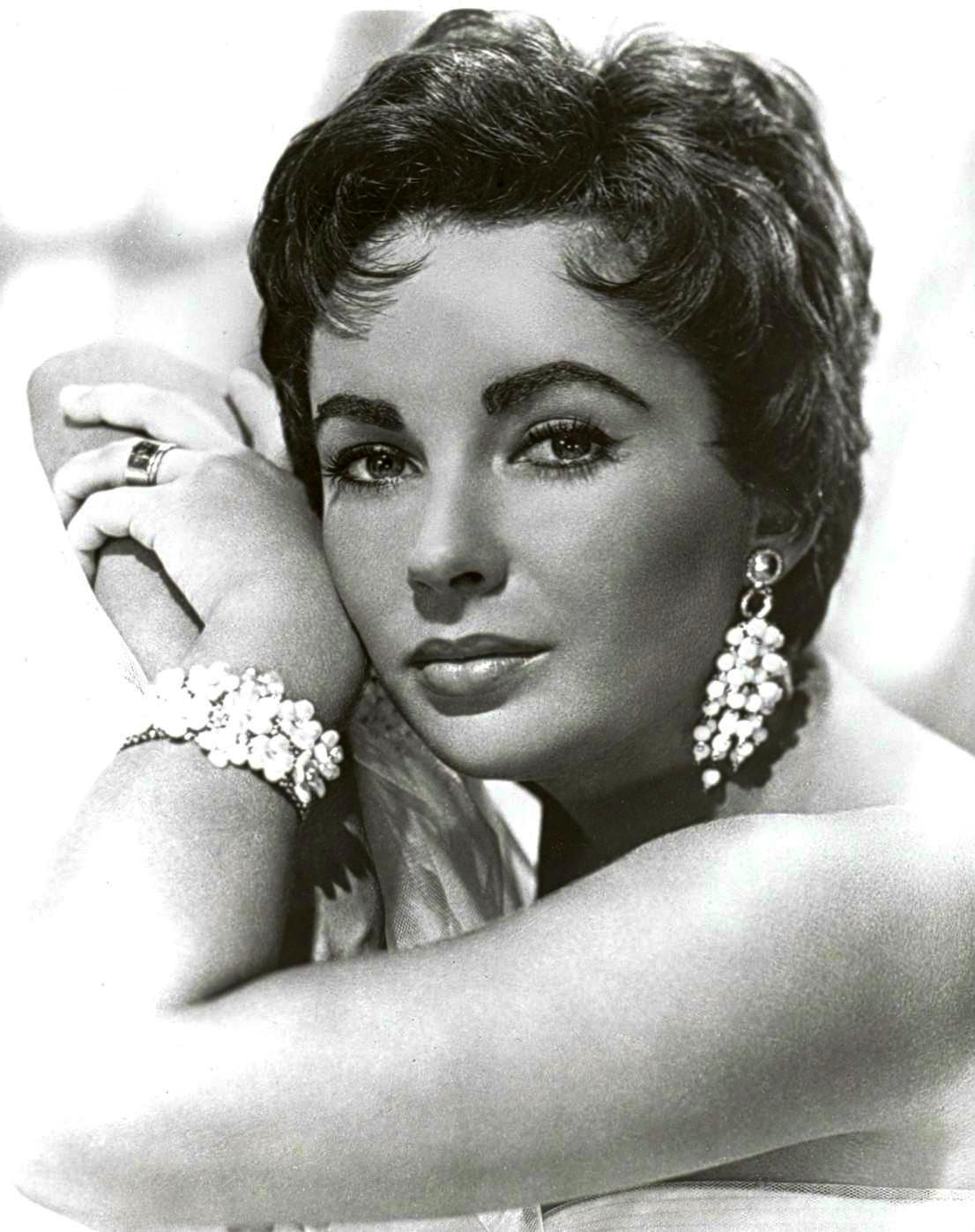
Taylor em uma fotografia publicitária, 1953.

Em 1987, quando Malcolm Forbes, a famosa editora da revista de negócios Forbes, apresentou Elizabeth Taylor em uma conferência de imprensa secreta para apresentar seu novo empreendimento comercial, um perfume chamado "Passion", o mundo sentou-se para assistir essa estrela em mais um sucesso. Uma vez, enquanto explicava o nome do perfume, a atriz disse: "A paixão é o ingrediente que me fez quem eu sou. É minha paixão pela vida ... minha paixão pelo amor é o que me fez nunca desistir".
O perfume, que foi contemplado por uma campanha promocional de US$ 10 milhões, tornou-se um sucesso instantâneo e a primeira fragrância criada por uma celebridade de sucesso. Muitos outros tentaram, mas apenas a "paixão de Elizabeth" foi bem-sucedida. Elizabeth, a quem haviam sido oferecidos outros endossos no passado, achava que o meio estético era o negócio perfeito para entrar. "Eu acho que perfume é mais do que apenas um acessório para uma mulher. Faz parte da sua aura. Eu uso perfume mesmo quando estou sozinha".
A verdadeira razão pela qual "Passion" fez tanto sucesso foi por causa da participação de Elizabeth em cada etapa de sua criação — trabalhando com os químicos para desenvolver a fragrância ideal, analisando embalagens, que por fim levou sua assinatura. Taylor conhecia seu público e sabia o que eles queriam. Em 1991, as vendas de seu perfume chegaram a cerca de US$ 100 milhões, o que lhe deu um lugar cobiçado na lista das dez maiores fragrâncias.

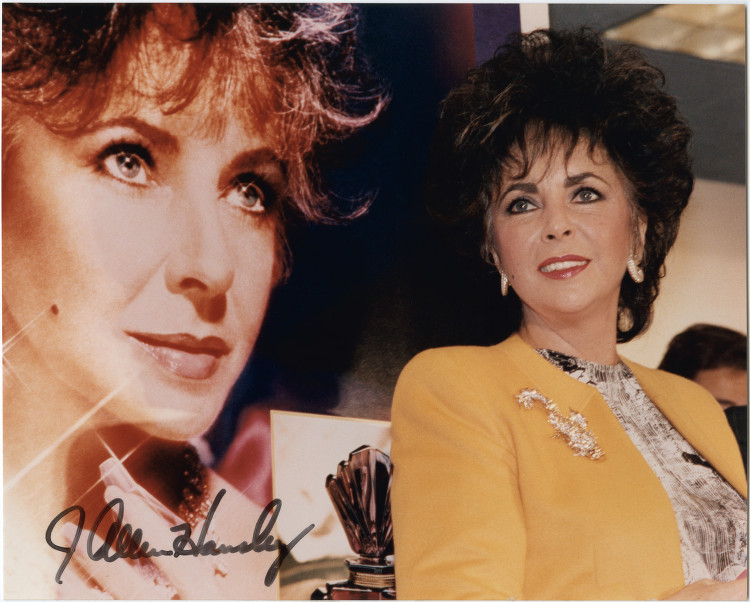
Elizabeth Taylor promovendo seu perfume "Passion", 1987.

Enquanto "Passion" foi bem-sucedido, ninguém poderia antecipar o sucesso que Taylor teria com o seu segundo lançamento, "White Diamonds". Elizabeth introduziu o perfume em 1991, apoiada por uma campanha midiática de US$ 20 milhões e uma turnê em lojas de departamento de alta qualidade dos Estados Unidos e Canadá. Desde a sua criação, "White Diamonds" permaneceu na lista dos dez principais perfumes mais vendidos. No ano de 2007, o perfume faturou mais de um bilhão de dólares, ganhando o título de "a fragrância de celebridade de maior sucesso de todos os tempos".
A "Casa de Beleza Taylor" tinha em 2005 onze fragrâncias de sucesso, que são distribuídas por Elizabeth Arden, Inc., entre elas:
- "White Diamonds"
- "Sparkling White Diamonds"
- "Brilliant White Diamonds"
- "Diamonds and Emeralds"
- "Diamonds and Rubies"
- "Diamonds and Sapphires"
- "Elizabeth Taylor’s Passion"
- "Elizabeth Taylor’s Passion Men"
- "Forever Elizabeth"
- "Gardenia"
- "Black Pearls"

### Problemas de saúde e morte

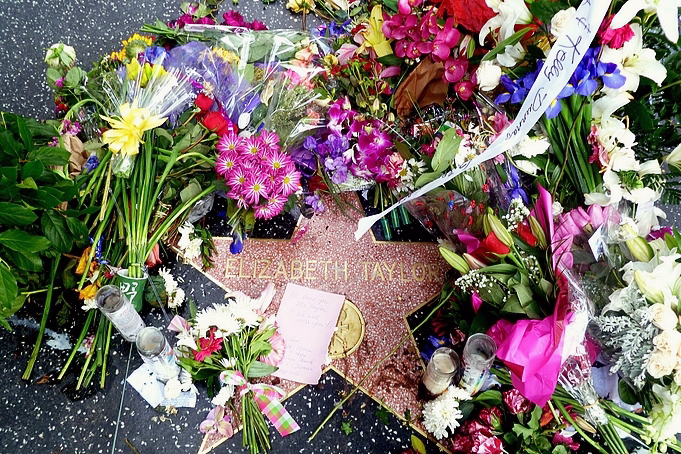
A estrela de Elizabeth Taylor na Calçada da Fama nos dias seguintes à sua morte em 2011.

Elizabeth Taylor teve vários problemas de saúde durante a maior parte de sua vida. Nasceu com escoliose, e sofreu um traumatismo na coluna vertebral durante as filmagens de "A Mocidade é Assim", em 1944.: 40–47 O trauma não foi diagnosticado por vários anos, embora tenha causado problemas crônicos na região lombar.:40–47 Em 1956, foi submetida a uma cirurgia em que foram removidos alguns discos intervertebrais, substituídos por próteses.:175 A atriz também teve outras doenças e contusões, que muitas vezes exigiram cirurgia. Em 1961, foi acometida por uma pneumonia que quase a levou à morte, tendo sido necessário realizar uma traqueostomia.
A atriz tinha vício em álcool, analgésicos e tranquilizantes. Durante sete semanas (de dezembro de 1983 a janeiro de 1984), passou por um tratamento no Betty Ford Center, uma clínica de recuperação de dependência química, fundada pela ex-primeira-dama dos Estados Unidos Betty Ford. Taylor foi a primeira celebridade que tornou pública a internação na clínica.:424-425 Teve uma recaída no final da década e foi internada novamente na mesma clínica, em 1988.:366–368 Ela também lutou para reduzir seu peso, que começou a aumentar na década de 1970, especialmente depois do casamento com o senador John Warner, e publicou um livro sobre sua experiência com dietas, "Elizabeth Takes Off", lançado em 1988. Elizabeth também foi fumante compulsiva até ser acometida por outra séria pneumonia em 1990.
Sua saúde piorou gradativamente durante suas últimas duas décadas de vida. A partir de 1996, ela raramente comparecia a eventos. Teve outra crise grave de pneumonia em 2000, e foi submetida a uma cirurgia no quadril. Em meados da década de 1990, foi submetida a uma cirurgia para remover um tumor cerebral benigno em 1997, e foi tratada com sucesso de um câncer de pele em 2002. Passou a utilizar uma cadeira de rodas devido a problemas na coluna que a impossibilitavam de andar, e foi diagnosticada com insuficiência cardíaca congestiva em 2004.
Em 23 de março de 2011, aos 79 anos, Elizabeth Taylor morreu vitimada pela insuficiência cardíaca. Ela estava hospitalizada havia seis semanas no Cedars-Sinai Medical Center, em Los Angeles. Seu funeral aconteceu no dia seguinte no Forest Lawn Memorial Park em Glendale, na Califórnia, em uma cerimônia judaica privada. A pedido da atriz, a cerimônia começou com quinze minutos de atraso, pois, de acordo com seu agente, "ela queria se atrasar até mesmo para seu próprio funeral". O sepultamento foi no Grande Mausoléu do cemitério.

## Legado
"Mais do que qualquer outra pessoa que eu possa pensar, Elizabeth Taylor representa o fenômeno completo do cinema – o que os filmes são como arte e indústria, e o que eles significaram para aqueles de nós que crescemos assistindo-os no escuro ... Como os filmes, ela cresceu conosco, como nós crescemos com ela. Ela é alguém cuja vida inteira foi jogada em uma série de cenários negados para sempre na quarta parede. Elizabeth Taylor é a personagem mais importante que ela já interpretou".

—Vincent Canby do The New York Times em 1986
Elizabeth Taylor foi uma das últimas estrelas do cinema clássico de Hollywood e uma das primeiras celebridades da era moderna. Durante a era do sistema de estúdios, ela exemplificou a estrela do cinema clássico. Foi retratada como diferente das pessoas "comuns", e sua imagem pública foi cuidadosamente elaborada e controlada pela MGM. Quando a era clássica de Hollywood terminou na década de 1960, e os paparazzi tornaram-se uma característica normal da cultura da mídia, a atriz passou a definir um novo tipo de celebridade cuja vida privada real era o foco do interesse público. De acordo com Adam Bernstein, do The Washington Post, "mais do que para qualquer papel no cinema, ela se tornou famosa por ser famosa, estabelecendo um modelo de mídia para gerações posteriores de artistas, modelos, e toda a variedade de semi-alguém".
Independentemente dos prêmios de atuação que ela ganhou durante sua carreira, as performances cinematográficas de Elizabeth Taylor foram muitas vezes ignoradas pelos críticos contemporâneos. De acordo com a historiadora de cinema Jeanine Basinger, "Nenhuma atriz teve um trabalho mais difícil em conseguir que os críticos a aceitassem na tela como Elizabeth Taylor ... Sua personalidade a comeu viva". Seus papéis no cinema muitas vezes espelhavam sua vida pessoal, e muitos críticos continuam a considerá-la sempre interpretando a si mesma, em vez de atuar. Em contraste, Mel Gussow, do The New York Times, afirmou que "o alcance da atuação [de Elizabeth Taylor] era surpreendentemente amplo", apesar do fato de que ela nunca recebeu nenhum treinamento profissional. O crítico de filmes Peter Bradshaw a chamou de "uma atriz de tal sensualidade que era um incitamento ao tumulto – sensual e majestosa ao mesmo tempo", e "uma presença de atuação astuta, inteligente e intuitiva em seus últimos anos". David Thomson afirmou que "ela tinha o alcance, a coragem e o instinto que apenas Bette Davis teve antes – e como Davis, Taylor era monstro e imperatriz, querida e repreendedora, idiota e mulher sábia". Cinco filmes em que ela estrelou – "Lassie Come Home", "National Velvet", "A Place in the Sun", "Giant" e "Who's Afraid of Virginia Woolf?" – foram preservados no National Film Registry, e o Instituto Americano de Cinema a nomeou a sétima maior estrela do cinema clássico de Hollywood.
Elizabeth também tem sido discutida por jornalistas e acadêmicos interessados no papel das mulheres na sociedade ocidental. Camille Paglia escreveu que a atriz era uma "mulher pré-feminista" que "empunha o poder sexual que o feminismo não pode explicar e tentou destruir. Através de estrelas como Taylor, sentimos o impacto desordenador do mundo de mulheres lendárias como Dalila, Salomé, e Helena de Tróia". Em contraste, o crítico cultural M.G. Lord chamou Taylor de "feminista acidental", afirmando que, embora ela não se identificasse como feminista, muitos de seus filmes tinham temas feministas e "introduziram um amplo público às ideias feministas". Da mesma forma, Ben W. Heineman Jr. e Cristine Russell escrevem em The Atlantic que seu papel em "Giant" "desmantelou estereótipos sobre mulheres e minorias".
É considerada um ícone gay e recebeu amplo reconhecimento por seu ativismo contra o HIV/AIDS. Após sua morte, a ONG estadunidense Gay & Lesbian Alliance Against Defamation (GLAAD) publicou um comunicado afirmando que ela "era um ícone não apenas em Hollywood, mas na comunidade LGBT, onde trabalhou para garantir que todos fossem tratados com o respeito e a dignidade que todos nós  merecemos". Nick Partridge, do Terrence Higgins Trust, a chamou de "a primeira grande estrela a combater publicamente o medo e o preconceito em relação à AIDS". De acordo com Paul Flynn, do The Guardian, ela era "um novo tipo de ícone gay, cuja posição não se baseia na tragédia, mas em seu trabalho para a comunidade LGBTQ". Falando de seu trabalho de caridade, o ex-presidente Bill Clinton declarou, sobre a morte da atriz: "O legado de Elizabeth viverá em muitas pessoas ao redor do mundo cujas vidas serão mais longas e melhores por causa de seu trabalho e dos esforços contínuos daqueles que ela inspirou".